# Hückeswagen
Hückeswagen este un oraș din landul Renania de Nord-Westfalia, Germania. Se află la o altitudine de 308 m deasupra nivelului mării. Are o suprafață de 50,52 km². Populația este de 14.770 locuitori, determinată în 31 decembrie 2023, prin actualizare statistică[*].

## Personalități născute aici
- Heidemarie Ecker-Rosendahl (n. 1947), atletă.